# Spivey Records
Spivey Records was een Amerikaans platenlabel voor blues- en jazz-platen. Het werd in 1961 opgericht door blueszangeres Victoria Spivey en jazz-historicus Len Kunstadt. Het label bracht tot 1985 platen uit.
Op het label verscheen vooral nieuw opgenomen muziek van blues- en jazzmusici die met Spivey bevriend waren, zoals Muddy Waters, Otis Spann, Big Joe Williams, Lonnie Johnson, Memphis Slim, Louis Armstrong en Buddy Tate. Spivey is ook de ontdekker van zanger Bob Dylan. Op vier platen van Spivey zingt Dylan mee en speelt hij mondharmonica, onder meer met Big Joe Williams en Spivey zelf. Dit zijn overigens niet de eerste opnames van Dylan: zijn eerste plaat voor CBS was al opgenomen.
De platen van Spivey zijn tot op heden nog niet op cd verschenen.